# Louis Pérouas
Louis Pérouas, né le 9 septembre 1923 à Rennes et mort à Limoges le 29 janvier 2011, est un prêtre catholique et historien français spécialiste de l'histoire de l'Église catholique en France.

## Biographie
Ordonné prêtre en 1949, il devint missionnaire de la Compagnie de Marie (Montfortains). Il poursuivit des études supérieures d'histoire à l'université de Lille et entra au CNRS en 1962 comme attaché de recherches, puis directeur de recherches, travaillant à Limoges en lien avec le département d'histoire de l'université.
Il fonde Rencontre des historiens du Limousin en 1976.

## Principales publications
- Le diocèse de La Rochelle de 1648 à 1724, sociologie et pastorale, SEVPEN, 1964, 532p
- Refus d'une religion, religion d'un refus, en Limousin rural, 1880-1940, Éd de l'École des hautes études en sciences sociales, 1985
- La Révolution française, une rupture dans le christianisme ?, le cas du Limousin, 1775-1822, Éd Les Monédières, 1988
- Grignion de Montfort et la Vendée, Éd du Cerf, 1989
- Une religion des Limousins ? approches historiques, Éd L'Harmattan, 1993
- Histoire religieuse des Creusois, Société des sciences naturelles et archéologiques de la Creuse, 1994
- Claude et ses frères, Éd Don Bosco, 1996
- Prêtres ouvriers à Limoges : des trajectoires constratées, Éd L'Harmattan, 1996
- Culte des saints et anticléricalisme : entre statistiques et culture populaire, Musée du pays d'Ussel, 2002
- L'Église au prisme de l'histoire : regards sur un demi-siècle de recherches et d'engagements, Éd L'Harmattan, 2003
- Lettre ouverte à des amis francs-maçons, Éd Les Monédières, 2005